# Diplazium
Diplazium es un género de helechos de la familia  Athyriaceae. Tiene 920 especies entre aceptadas y sinonimias.

## Especies seleccionadas
- Diplazium aberrans Maxon & C.V. Morton
- Diplazium agyokuense Tagawa
- Diplazium alienum (Mett.) Hieron.
- Diplazium altissimum (Jenman) C. Chr.
- Diplazium altum (Copel.) C. Chr.
- Diplazium amamianum Tagawa
- Diplazium ambiguum Raddi